# 梅尔·赫希
梅尔文·M·赫希（英語：Melvin M. Hirsch，1921年7月31日—1968年），美国NBA联盟前职业篮球运动员。